# Chaplinovo náměstí
Chaplinovo náměstí je náměstí v Praze, v části Hlubočepy a ve čtvrti Barrandov. Náměstí je po své šířce tvořeno paneláky. Na severu náměstí vévodí základní a mateřská škola Barrandov. Před školou se nachází plastika představující Charlie Chaplina, po němž je náměstí pojmenováno. Na jihu silnice odděluje od náměstí stejnojmenná tramvajová zastávka.